# Elisabeth van Nimwegen
 (février 2019).
Si vous disposez d'ouvrages ou d'articles de référence ou si vous connaissez des sites web de qualité traitant du thème abordé ici, merci de compléter l'article en donnant les références utiles à sa vérifiabilité et en les liant à la section « Notes et références ».
 (février 2019).
Elisabeth van Nimwegen, née en 1976 aux Pays-Bas, est une actrice et femme de lettres néerlandaise.

## Filmographie

### Cinéma et téléfilms
- 2003 : Gemeentebelangen (nl) : Simone
- 2003 : Ernstige delicten (nl) : La scientifique en laboratoire
- 2007 : Spoorloos verdwenen (nl) : Julia den Tex
- 2007 : Lege plekken : La mère Nothmann
- 2009 : Kan door huid heen (nl) : Siska
- 2010 : Annie MG (nl) : La femme de Flip van Duijn
- 2010 : Verborgen gebreken (nl) : Mieke
- 2010 : Deadline (nl) : L'hôtesse de l'air
- 2010 : De Troon (nl) : Emma
- 2014 : Moordvrouw : La camarade de classe n°1

## Livre
- 2013 : De smaak van ijzer